# Okryu-gwan

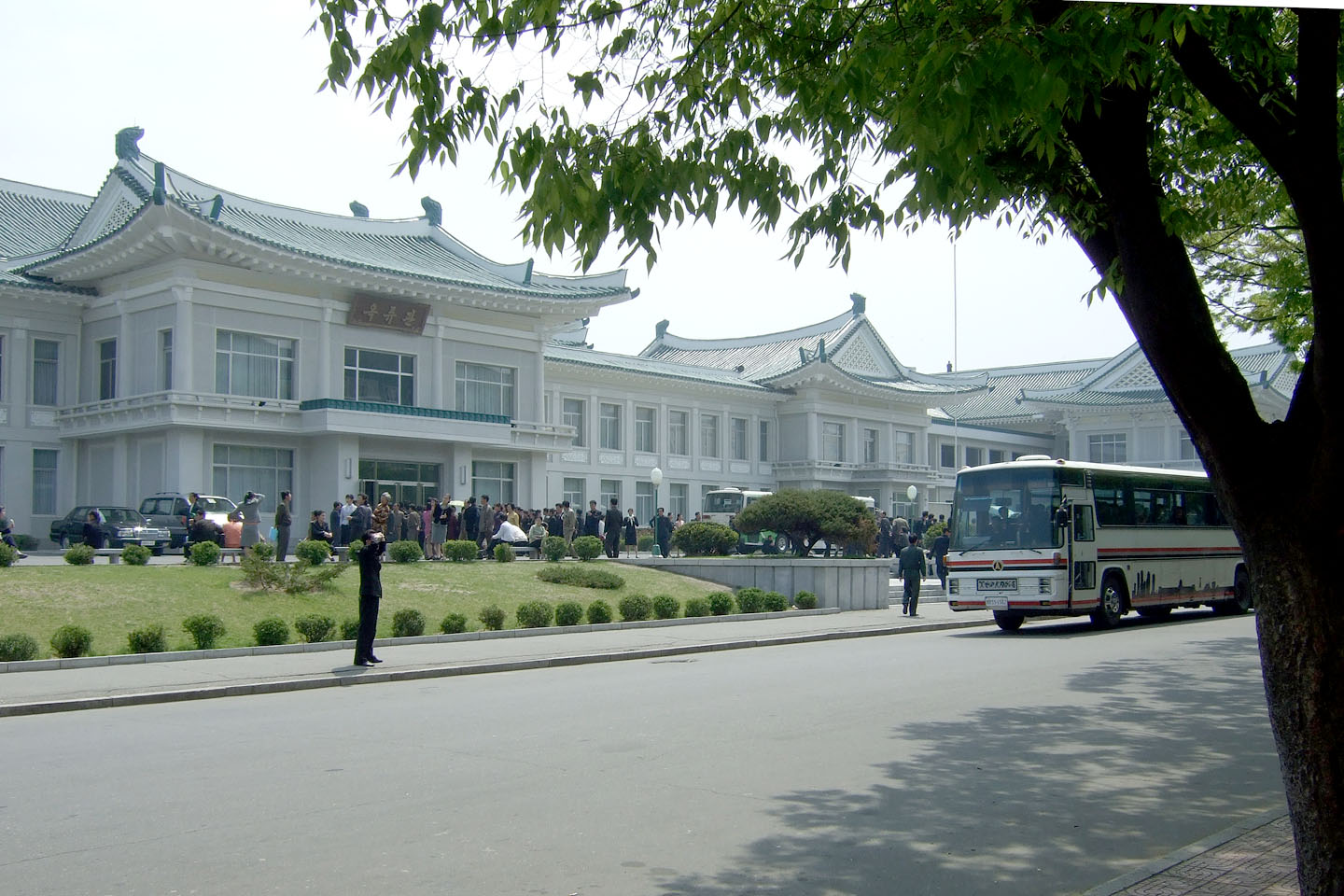
Okryugwan.

Okryugwan, hangul 옥류관, hanja 玉流館, vilket översatt till svenska blir "Jadeströmmens paviljong", är en restaurang i Pyongyang i Nordkorea grundad 1960. 
Nordkoreaanalytikern Andrei Lankov beskriver den som en av två restauranger (den andra är Ch'ongryugwan) som har "utgjort Pyongyangs kulinariska liv" sedan 1980-talet och är ett "levande museum av kulinarisk konst". Kökschefen är Ra Suk-gyong.

## Byggnad och läge
Okryugwan ligger på Taedongflodens bank, mellan Moran och bron Okryu. Det är en stor byggnad som har plats för uppemot 2 000 gäster, vilket enligt Lankov reflekterar "en böjelse för storskaliga restauranger ... vanliga i alla kommunistregimer". Byggnaden särskiljer sig genom dess traditionella arkitektur och krokiga gröna tak. Byggnaderna är delade i ett huvudområde och två flyglar, med en total golvarea på 12 000 km2. Trapporna är gjorda av granit från Ryonggang i Södra P'yŏngan. Enligt Nordkoreas officiella nyhetsbyrå Korean Central News Agency renoverades byggnaden 2008.
Ahn Young-gi (안영기 (1929년), som ledde restaurangens ursprungliga formgivning och konstruktion, skickades kort efteråt iväg till Sydkorea som spion och tillbringade 38 år i fängelse där innan han återbördades till Nordkorea 2000 tillsammans med 62 andra långtidsfångar. Han återvände tillbaka som en hjälte, och fick till och med personliga gratulationer från Kim Jong-il vid sin åttionde födelsedag 2009.

## Kök
Okryugwan är känt för sin raengmyŏn, kalla nudlar i egen Pyongyang-stil. Restaurangen skickar ut personer på den nordkoreanska landsbygden för att hitta information om det koreanska köket och introducera nya recept. Andra måltider som KCNA rapporterar finns på restaurangen inkluderar grå multesoppa med kokt ris, Galbitang (revbenssoppa på nötkött), pannkakor på gröna bönor, sinsollo (en soppa gjord på olika ingredienser som kött, fisk, grönsaker, pinjenötter, gingko biloba och svampar) och sedan 2010, rätter gjorda på diamantsköldpadda.

## Filialer utanför Nordkorea
Den japanbaserade organisationen för koreanska invånare i utlandet, Chongryon, har tillåtelse att öppna filialer till Okryugwan utanför Nordkorea. Okryugwan har olika filialer över hela Kina, vilket hjälper den nordkoreanska regeringen att generera utländsk valuta. Okryugwan är således välkänd även i Sydkorea.
1999 öppnade en restaurang med samma namn i Sydkorea av Kim Young-baek. Detta framkallade mycket uppmärksamhet i den sydkoreanska pressen, eftersom restaurangledningen påstod att den var en officiellt kontrakterad filialrestaurang till den i Nordkorea. En talesman för Okryugwan i Nordkorea förnekade att några sådan kontrakt existerade, medan Kim förtydligade att han inte hade skrivit kontraktet direkt med Okryugwan i Pyongyang, utan med Chongryon. Icke desto mindre behöll Okryugwan i Sydkorea, en restaurang med plats för 360 gäster i Seoul, flera band med restaurangen i Nordkorea. De anställde en korean med ett japanskt pass som hade lärt sig till kock vid Okryugwan i Pyongyang, hängde en målning från Okryugwan i Pyongyang gjord av en nordkoreansk konstnär på ytterväggen, importerade bovete och mungbönor från Nordkorea, och köpte till och med verktyg och servis från Okryugwan i Pyongyang. Snart efter att restaurangen öppnats fick den neka uppemot 3 000 kunder om dagen på grund av platsbrist. De gick däremot inte till den gräns att de började hänga upp affischer som gav Kim Jong-il äran för nudlarnas läckerhet, som i originalet.

## Besökare
Okryugwan är öppet för den nordkoreanska allmänheten, men för att äta där måste en gäst få biljetter från sin arbetsplats. Det kan vara en lång väntan för sådana biljetter och det tillkommer en avgift som inte täcker själva maten. Utlänningar som äter där blir inte placerade i avskiljda sektioner, men kan visas in i ett av de mindre rummen. Veteraner från Koreakriget som lever i Pyongyang får gratis nudlar på restaurangen vid årsfirandet av vapenstilleståndet efter kriget mot Förenta nationerna, som firas som en helgdag i Nordkorea.